# Jean-Baptiste André Godin
Pour les articles homonymes, voir Godin.
Jean-Baptiste André Godin, né à Esquéhéries le 26 janvier 1817 et mort à Guise le 15 janvier 1888, est un industriel français, inspiré par le socialisme utopique et acteur du mouvement associationniste, créateur de la société des poêles en fonte Godin et du familistère de Guise, dans le jardin duquel il est enterré.

## Biographie

### Jeunesse et formation
Fils d'artisan serrurier, il a arrêté l'école à 11 ans. Jean-Baptiste Godin est formé très jeune au travail des métaux et entame son tour de France (sans compagnonnage) à 17 ans. De retour à Esquéhéries, sa ville natale en 1837, il s'installe à son compte en 1840 grâce à un pécule d'origine paternelle (4 000 francs) versé à l'occasion de son mariage en février 1840 avec Sophie Esther Lemaire, fille d'un artisan serrurier d'Esquéhéries et avec qui il a un fils nommé Caïus Emile, qui sera leur unique enfant. Il monte alors un atelier de construction d'appareils de chauffage et obtient le 15 juillet 1840 le brevet de fabrication d'un poêle à charbon en fonte de fer.

### Entrepreneur Industriel

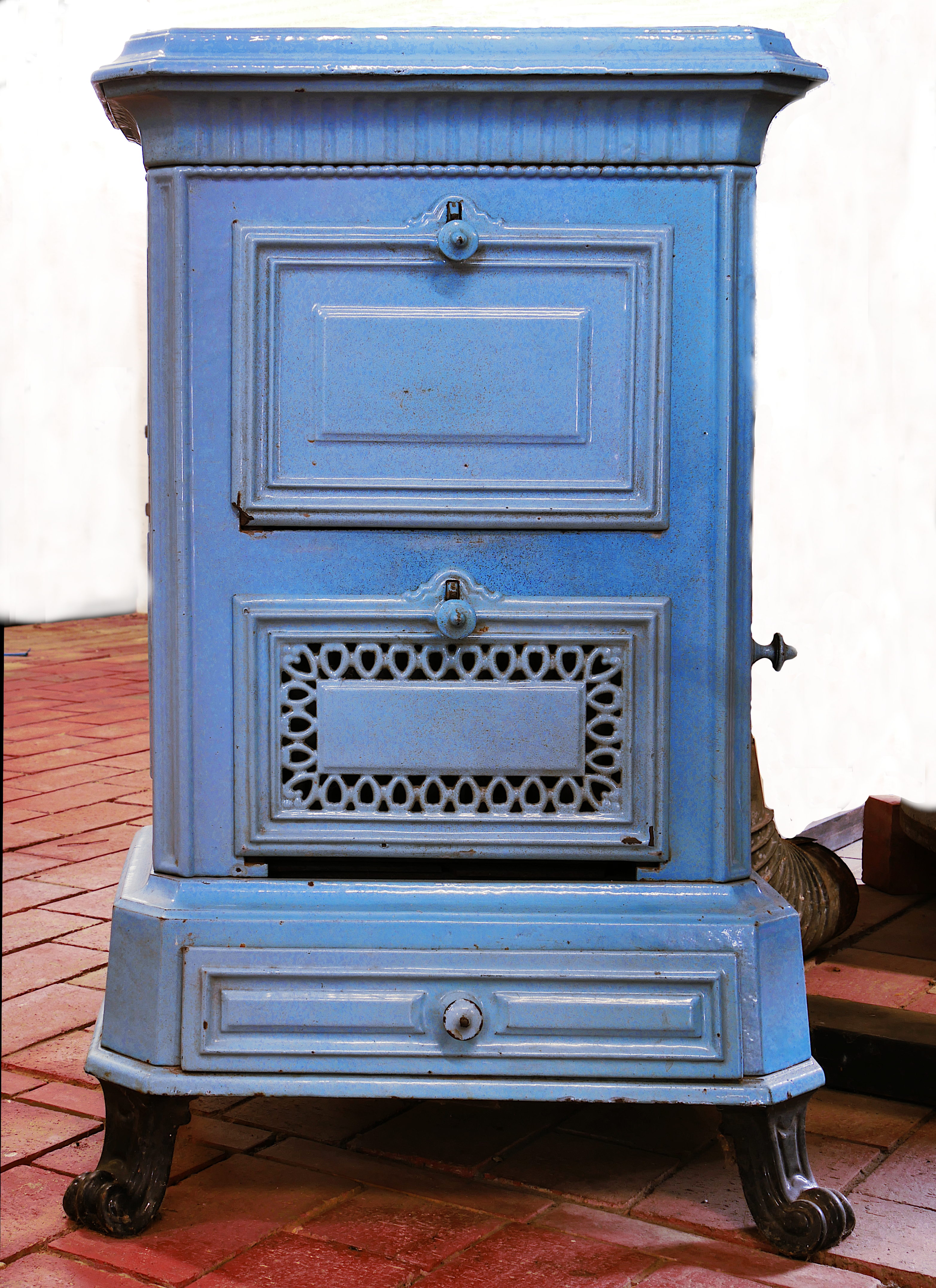
Four de l'entreprise de Godin dans l'Écomusée Roscheider Hof

En 1842, il découvre les théories de Charles Fourier dans un article publié par Le Guetteur, journal de Saint-Quentin. En 1846, il transfère la fonderie Godin au bord de l'Oise, à Guise (Aisne). Sa manufacture d'appareils domestiques compte alors 32 ouvriers. En 1854, il crée à Bruxelles, plus  précisément à Laeken (dans la banlieue bruxelloise), une succursale des fonderies de Guise, en rachetant un ancien entrepôt textile d'import-export le long du canal reliant Bruxelles à Anvers.

### Le Familistère de Guise
En 1855, il participe financièrement à l'expérience du phalanstère de La Réunion de Victor Considerant, au Texas. Il y perd le tiers de sa fortune personnelle, mais en tire les leçons et décide de se consacrer seul à ses grands projets.
Sensible à l'idée de la redistribution des richesses industrielles aux ouvriers, il souhaite créer une alternative à la société industrielle en plein développement à son époque, et offrir aux ouvriers le confort dont seuls les bourgeois pouvaient alors bénéficier. À partir de 1859, il entreprend de créer un univers autour de son usine de Guise, le familistère, dont le mode de fonctionnement peut être considéré comme précurseur des coopératives de production d'aujourd'hui. Il favorise le logement en construisant le Palais social (logements modernes pour l'époque), au sein duquel sont mis en place ce que Godin appelle les "équivalents de richesse" et qui vise à réduire l'écart entre classes sociales. Ainsi, avantages sociaux (assurance maladie, retraite, etc.), confort inédit (chauffage central, distribution de l'eau, douches et toilettes, éclairage au gaz...), services partagés (économat, crèche, lavoir, piscine...) et dispositifs visant à l'éducation des habitants (écoles, cours du soir pour les adultes, théâtre...) sont mis en place. Tous les acteurs de l'entreprise avaient accès aux mêmes avantages quelle que soit leur situation dans l'entreprise.
La construction du Familistère de Guise s'étend de 1859 à 1884. Au cours de cette période, l'activité de la manufacture se développe considérablement pour employer jusqu'à 1 500 personnes. Une expérience similaire sera également développée autour de son usine belge, à Laeken.

### Engagement politique
Jean-Baptiste André Godin fut également député de l'Aisne de 1871 à 1876. Il se montra un fervent adepte de la doctrine spirite et des thèses sociales qu'elle défendait. En 1882, il est fait chevalier de la légion d'honneur.
En 1886, à 69 ans et deux ans avant sa mort, il épouse sa collaboratrice Marie Moret, fille de son cousin Jacques Moret qui l'a accompagné dans son compagnonnage ; elle a 46 ans.

## Postérité industrielle
La société qu'il a fondée existe encore aujourd'hui. Cependant, l'association coopérative du Capital et du Travail qui la détenait est dissoute en 1968 : les difficultés économiques et les tensions sociales internes conduisent à sa transformation en société anonyme Godin S.A. L’ensemble du site est alors acquis en 1970 par la société Le Creuset (fabricant de poteries culinaires en fonte), dont il devient une simple usine de sous-traitance. Le Creuset vend les pavillons d’habitation en copropriété, cède peu à peu à la ville les parties publiques du Familistère, et cède en 1988 la partie industrielle au groupe Cheminées Philippe. L’usine restructurée et modernisée, renoue avec les bénéfices. Elle occupe à nouveau une position privilégiée sur le marché des appareils de chauffage et des cuisinières de haute technologie. Elle emploie près de 400 personnes en 2008.

## Lieu de mémoire
À Guise, le Familistère a cessé de fonctionner en tant que tel, mais ses bâtiments sont toujours utilisés à des fins d'habitation et ont été classés au patrimoine en 1991.
Il est dorénavant utilisé comme musée, de même que toutes les installations de vie sociale.  

## Publications
- Solutions sociales (1871)
- les Socialistes et les Droits du travail (1874)
- Mutualité sociale et association du capital et du travail (1880)
- Le gouvernement : ce qu'il a été, ce qu'il doit être et le vrai socialisme en action (1883)

## Filmographie - Documentaire
- Bernard Baissat, Jean-Baptiste André Godin, l’homme qui réalisa son utopie, vidéo, 58 min, 2005, voir en ligne. et le h